# همپیونگ
همپیونگ (به لاتین: Hampyeong County) یک منطقهٔ مسکونی در کره جنوبی است که در استان جئولانام-دو واقع شده‌است. همپیونگ ۳۹۲٫۷۷ کیلومتر مربع مساحت و ۴۵٬۲۳۲ نفر جمعیت دارد.